# Ильинское сельское поселение (Приморский край)
Ильинское се́льское поселе́ние — сельское поселение в Ханкайском районе Приморского края.
Административный центр — село Ильинка.

## История
Статус и границы сельского поселения установлены Законом Приморского края от 6 декабря 2004 года № 186-КЗ «О Ханкайском муниципальном районе».
Законом Приморского края от 27 апреля 2015 года № 595-КЗ, Комиссаровское, Октябрьское и Ильинское сельские поселения преобразованы, путём объединения, в Ильинское сельское поселение с административным центром в селе Ильинка.

## Население
| 2010  | 2011  | 2012  | 2013  | 2014  | 2015  | 2016  |
| ----- | ----- | ----- | ----- | ----- | ----- | ----- |
| 2456  | ↘2448 | ↘2356 | ↘2270 | ↗2318 | ↘2307 | ↗4302 |
| 2017  | 2018  | 2019  | 2020  |       |       |       |
| ↘4239 | ↘4133 | ↘4027 | ↘3960 |       |       |       |

## Состав сельского поселения
| № | Населённый пункт | Тип населённого пункта       | Население |
| - | ---------------- | ---------------------------- | --------- |
| 1 | Дворянка         | село                         | ↘116      |
| 2 | Ильинка          | железнодорожная станция      | ↗11       |
| 3 | Ильинка          | село, административный центр | ↘1359     |
| 4 | Комиссарово      | село                         | ↘663      |
| 5 | Люблино          | село                         | ↘223      |
| 6 | Майское          | село                         | ↘562      |
| 7 | Новониколаевка   | село                         | ↘233      |
| 8 | Октябрьское      | село                         | ↘537      |
| 9 | Троицкое         | село                         | ↘990      |

## Местное самоуправление
Администрация
Адрес: 692690, с. Ильинка, ул. Столетия, 11. Телефон: 8 (42349) 94-6-23
Глава администрации
- Воробьев Виктор Петрович